# Setmana Ciclista - Volta a la Comunitat Valenciana fémines
La Setmana Ciclista - Volta a la Comunitat Valenciana Fémines è una corsa a tappe femminile di ciclismo su strada che si disputa dal 2017 nella Comunità Valenciana in Spagna. È la versione femminile della Volta a la Comunitat Valenciana maschile.
La prima edizione si corse nel 2017 come parte del calendario ciclistico professionale UCI femminile come Setmana Ciclista Valenciana.. Dal 2020 ha preso il nome attuale, che richiama la Volta a la Comunitat Valenciana Féminas che si corre sempre a Valencia a inizio febbraio.
La corsa fu di categoria 2.2 dal 2017 al 2019, categoria 2.1 dal 2020 al 2022, e di categoria 2.Pro dal 2023.

## Albo d'oro
Aggiornato all'edizione 2025.
| Anno | Vincitrice            | Seconda               | Terza                |
| ---- | --------------------- | --------------------- | -------------------- |
| 2017 | Cecilie Uttrup Ludwig | Arlenis Sierra        | Ashleigh Moolman     |
| 2018 | Hannah Barnes         | Ashleigh Moolman      | Alicia González      |
| 2019 | Clara Koppenburg      | Soraya Paladin        | Ashleigh Moolman     |
| 2020 | Anna van der Breggen  | Clara Koppenburg      | Demi Vollering       |
| 2021 | Annemiek van Vleuten  | Mavi García           | Katrine Aalerud      |
| 2022 | Annemiek van Vleuten  | Cecilie Uttrup Ludwig | Marta Cavalli        |
| 2023 | Justine Ghekiere      | Ashleigh Moolman      | Amanda Spratt        |
| 2024 | Marlen Reusser        | Katarzyna Niewiadoma  | Niamh Fisher-Black   |
| 2025 | Demi Vollering        | Marlen Reusser        | Anna van der Breggen |

### Vittorie per nazione
Aggiornato all'edizione 2025.
| Pos. | Paese         | Vittorie |
| ---- | ------------- | -------- |
| 1    | Paesi Bassi   | 4        |
| 2    | Belgio        | 1        |
| 2    | Danimarca     | 1        |
| 2    | Germania      | 1        |
| 2    | Gran Bretagna | 1        |
| 2    | Svizzera      | 1        |